# Wax Trax! Records
La Wax Trax! Records è un'etichetta discografica indipendente statunitense con sede a Chicago.

## Storia
La Wax Trax! Records ebbe origine nel novembre del 1978 quando Jim Nash e Dannie Flesher, due ex proprietari di un negozio di dischi di Denver (Colorado), decisero di aprire un nuovo negozio di articoli musicali a Lincoln Park, presso Chicago. Dopo aver pubblicato alcuni dischi in edizione limitata, la Wax Trax! pubblicò l'EP Immediate Action (1980) degli Strike Under, la prima uscita ufficiale della neonata etichetta. Fra le uscite che maggiormente contribuirono a rendere la Wax Trax! la principale etichetta di musica industriale degli anni ottanta e novanta vi sono Cold Life (1981) dei Ministry e dell'extended play Endless Riddance (1983) dei Front 242. Nel 2011, Richard Girardi del Chicago Sun-Times scriverà che "esattamente quanto la Chess Records fosse importante per il blues e la musica soul, la Wax Trax! di Chicago era altrettanto rappresentativa per il punk rock, la new wave e i generi della musica industrial". Dopo aver dichiarato il fallimento nel 1992, l'etichetta discografica fu acquistata dalla TVT Records di New York, che continuò a utilizzare il marchio Wax Trax!. L'etichetta fu ufficialmente chiusa nel 2001 e riaperta nel 2014 da Julia Nash, figlia del cofondatore Jim Nash. Fra gli artisti che hanno pubblicato musica per l'etichetta chicagoana vi sono KMFDM, VNV Nation, My Life with the Thrill Kill Kult, Meat Beat Manifesto, The KLF, Cubanate e Chris Connelly.